# Ипатов, Павел Фёдорович
Павел Фёдорович Ипатов (1914—1994) — советский учёный, профессор, доктор экономических наук.

## Биография
Родился 12 июля 1914 года в городе Злынка ныне Брянской области в семье рабочих. Родители рано умерли, и Павел воспитывался в семье старшего брата
в городе Щёлково Московской области.
В 1930—1933 годах учился в энергетическом техникуме, по окончании которого в 1933—1936 годах работал электромонтером на фетровой фабрике.
В 1936 году был призван в ряды Красной армии и служил красноармейцем в артиллерийском полку Московской Пролетарской стрелковой дивизии. После демобилизации в 1937—1938 годах продолжил работать на фетровой фабрике. В 1938—1939 годах был заведующим отделом Щёлковского городского комитета ВЛКСМ. В 1940—1941 годах был студентом Всесоюзной финансовой академии в Ленинграде. В связи с закрытием академии, с февраля 1941 года, стал студентом Ленинградского финансово-экономического института. Окончить вуз не успел из-за начавшейся войны.
Был участником Великой Отечественной войны с августа 1941 года, воевал на Южном, Донском и 2-м Белорусском фронтах, участвовал в Сталинградской битве.
После демобилизации учился в 1946—1949 годах в Московском финансовом институте (МФИ, ныне Финансовый университет при Правительстве РФ), который окончил с отличием. В Музее истории Финансового университета хранится книга «Люди русской науки» — подарок выпускнику Ипатову. Вверху титульного листа имеется надпись директора МФИ Н. Н. Ровинского: «Товарищу Ипатову за отличную учёбу и большую общественную работу в институте, 12.3.1949». По окончании института был принят в его аспирантуру. После обучения в аспирантуре и защиты диссертации, в 1954 году Ипатову была присуждена ученая степень кандидата экономических наук. В МФИ работал на кафедре «Финансы» с 1952 года — преподавателем, старшим преподавателем, затем — доцентом (с 1958 года) и профессором (с 1972 года).
С 1957 по 1985 годы П. Ф. Ипатов был проректором по учебной работе МФИ. В течение ряда лет являлся председателем Совета ФЭФ и КЭФ по присуждению ученых степеней кандидатов наук. Руководил аспирантами, участвовал в научно-исследовательской работе. Им написано много научных работ, публиковался в специальных журналах и научных записках по вопросам финансов СССР и государственного бюджета. Ипатов входил в состав организационных комитетов по проведению всесоюзных научно-методических конференций по преподаванию финансово-кредитных и учётно-экономических дисциплин в вузах, являлся председателем комиссии по разработке новых учебных планов по специальности «Финансы и кредит». Также занимался общественной работой.
Умер в Москве 17 октября 1994 года. Именем П. Ф. Ипатова названа аудитория в Финансовом университете.
Жена Павла Федоровича — Раиса Лаврентьевна Ипатова, окончила Московский финансовый институт в 1948 году по специальности «Финансы» и работала на ВДНХ СССР. Сын Валерий — окончил факультет «Международные экономические отношения» Московского финансового института по специальности «Международные валютно-кредитные отношения» и аспирантуру института с защитой кандидатской диссертации.

## Награды
Был награждён орденами Отечественной войны 2-й степени и Красной Звезды, а также орденом «Знак Почёта» и медалями, в числе которых «За отвагу» и «За победу над Германией в Великой Отечественной войне 1941—1945 гг.».

## Труды
П. Ф. Ипатов участвовал в написании учебников и учебных пособий, был автором статей для «Финансово-кредитного словаря».
В числе его работ:
- Ипатов П. Ф. Государственный бюджет СССР и его народнохозяйственное значение. -М.: Высшая школа, 1964. — 42 с.
- Ипатов П. Ф. Финансово-кредитная система СССР. -М.: Финансы, 1968. −103 с.
- Государственный бюджет СССР: Учебник /Под. ред. Злобина И. Д.; Авт.кол.: Винокур Р. Д., Гуйда Т. В., Ипатов П. Ф. и др. -М.: Финансы, 1970. −367 с.